# Rinkaby
Rinkaby è una località (tätort in svedese) del comune di Kristianstad (contea di Scania, Svezia). Nel 2005 la popolazione era di 700 abitanti.
Nel 2011 è la sede del 22º Jamboree mondiale dello scautismo.